# Hans Kneifel
Hans Kneifel (Gliwice, 1 de Junho de 1936 – Munique, 7 de Março 2012) é um escritor de ficção científica e historiador alemão.
Após treinar para mestre-confeiteiro ele começou a estudar pedagogia, conquistada em 1965 após um exame estatal. Em 1965 apareceu seu primeiro livro de bolso de Perry Rhodan, conquistando três anos depois seu ingresso como parte da equipe de criação de Perry Rhodan. Após uma abstinência de vários anos ele voltou a Perry Rhodan como autor convidado. Além das suas contribuições para Perry Rhodan, Hans Kneifel escreveu um seriado para a TV   Espaçonave Orion ,baseada em suas contribuições para a série Terra Astra . Também novelas independentes, por exemplo  o labirinto em chamas . Kneifel escreveu para Fantasy  – a série Mythor. De 1990 até 2006 Kneifel escreveu bibliografias históricas.

## Obras
- Das brennende Labyrinth (O labirinto em chamas)  – ficção científica
- Sternenjagd (Caçada estelar)  – ficção científica
- Ich, Francis Drake (Eu, Francis Drake)  – histórica
- Katharina die Große (Catarina, a grande)  – histórica
- Das Siegel des Hammurabi (O selo de Hammurabi)  – histórica
- Darius der Große  (Dario, o grande)  – histórica